# Gastromyzon
Gastromyzon es un género de peces cipriniformes pertenecientes a la familia Balitoridae.

## Especies
- Gastromyzon aequabilis Tan, 2006
- Gastromyzon aeroides Tan & Sulaiman, 2006
- Gastromyzon auronigrus Tan, 2006
- Gastromyzon bario Tan, 2006
- Gastromyzon borneensis Günther, 1874
- Gastromyzon contractus Roberts, 1982
- Gastromyzon cornusaccus Tan, 2006
- Gastromyzon cranbrooki Tan & Sulaiman, 2006
- Gastromyzon crenastus Tan & Leh, 2006
- Gastromyzon ctenocephalus Roberts, 1982
- Gastromyzon danumensis Chin & Inger, 1989
- Gastromyzon embalohensis Rachmatika, 1998
- Gastromyzon extrorsus Tan, 2006
- Gastromyzon farragus Tan & Leh, 2006
- Gastromyzon fasciatus Inger & Chin, 1961
- Gastromyzon ingeri Tan, 2006
- Gastromyzon introrsus Tan, 2006
- Gastromyzon katibasensis Leh & Chai, 2003
- Gastromyzon lepidogaster Roberts, 1982
- Gastromyzon megalepis Roberts, 1982
- Gastromyzon monticola (Vaillant, 1889)
- Gastromyzon ocellatus Tan & Ng, 2004
- Gastromyzon ornaticauda Tan & Martin-Smith, 1998
- Gastromyzon pariclavis Tan & Martin-Smith, 1998
- Gastromyzon praestans Tan, 2006
- Gastromyzon psiloetron Tan, 2006
- Gastromyzon punctulatus Inger & Chin, 1961
- Gastromyzon ridens Roberts, 1982
- Gastromyzon russulus Tan, 2006
- Gastromyzon scitulus Tan & Leh, 2006
- Gastromyzon spectabilis Tan, 2006
- Gastromyzon stellatus Tan, 2006
- Gastromyzon umbrus Tan, 2006
- Gastromyzon venustus Tan & Sulaiman, 2006
- Gastromyzon viriosus Tan, 2006
- Gastromyzon zebrinus Tan, 2006